# Edigsa
Edigsa o Editora General Societat Anònima va ser una companyia discogràfica amb seu a Barcelona. Va ser constituïda davant notari el 29 de maig de 1961 per Josep Espar i Ticó, Francesc Cabana i Vancells, Josep Maria Macip Gich i Ignasi Espar i Ticó.
Va tenir un paper destacat en els primers moments de la Nova Cançó, car va servir de plataforma de llançament i difusió de gairebé tots els intèrprets d'aquell moviment artístic. Des dels components d'Els Setze Jutges fins a Raimon, passant per cantants solistes i conjunts músic-vocals. Però, com a editora "general" també va apostar des d'un principi per enregistrar tota mena de discos: de cant coral, de poemes recitats pels poetes, de música clàssica, de temàtica religiosa, de contes i també de música per a infants.
Un altre objectiu era cobrir tot el domini lingüístic del català. Per això van editar discos d'artistes de Catalunya, el País Valencià, les Illes Balears, Andorra, la Catalunya Nord i l'Alguer. Gairebé tots els vinils incloïen els textos de les cançons perquè la gent pogués cantar-ne les lletres i aprengués també a escriure en català.

## Història
El grup fundador era un grup d'activistes per la llengua i cultura catalanes, que prèviament havien participat en projectes com les Rutes Universitàries a Montserrat, l'operació Galinsoga, en els fets del Palau de la Música i en la creació de diversos grups d'aprenentatge de la llengua.
Els germans Espar, Macip i Cabana van endur-se 120 accions que repartirien entre els que s'havien compromès a fer-hi aportacions econòmiques sense afany de lucre. Per esquivar la censura, els primers discos d'Edigsa surten al mercat des de Sant Sebastià a través de la marca Ediphone, propietat de Joan Morera, que era un dels primers socis. Així els discos eren premsats per Colúmbia a Sant Sebastià, i la censura es passava allà per uns funcionaris que no entenien el català. Els discos apareixien, com a conseqüència amb la referència "EDIPHONE sèrie especial EDIGSA". Aquesta situació va durar un any aproximadament, fins que la producció va anar creixent i van adonar-se que aquest camí inicial alentia el procés. Va ser llavors quan van decidir plantar cara als censors de Catalunya. Sota el paraigua editorial d'Ediphone apareix l'any 1961 la primera referència: 'Bon Nadal', un disc flexible amb 'El noi de la mare' i 'El cant dels ocells' interpretades per la Coral Sant Jordi, i dos fragments d''El poema de Nadal' recitats per Josep Maria de Sagarra.
El dia de Sant Jordi de 1962 es publiquen cinc discos que són les primeres referències de diferents col·leccions: 'Espinàs canta Brassens' (CM 1), 'Grau Carol i orquestra' (CM 2), 'Poemes de Joan Maragall' (CL 1) 'Cartes de Sant Pau' (CE 1) amb la veu de Pau Garsaball i el disc infantil 'Cantem i juguem' (CI 1).
Sempre va dedicar especial atenció a la cançó en català, editant discs d'artistes com Joan Manuel Serrat, La Trinca, Ovidi Montllor, Guillermina Motta, Enric Barbat, Ramon Muntaner, Joan Isaac, Uc, Al Tall, Esquirols, Isidor Marí, Marina Rossell, Pere Tàpias i altres artistes figuraven en el seu catàleg, sense oblidar l'Antologia Històrica de la Música Catalana i altres aspectes d'igual interès com el de la distribució a Catalunya de segells tan importants com Le Chant du Monde, Harmonia Mundi i Folkways Records, entre d'altres.
En els últims anys va dedicar gran interès a les noves generacions de creadors de la música catalana com Toti Soler, Jordi Sabatés, l'Orquestra Mirasol, la Companyia Elèctrica Dharma, Blay Tritono, Secta Sònica i altres.
Durant l'estiu de 1983 Hisenda va multar a Edigsa amb 40 milions de pessetes, arran d'una inspecció on es van detectar diversos impostos impagats. L'empresa va passar part dels seus actius i fons històrics a la discogràfica PDI i va acabar tancant la segona quinzena de 1983.
Des del 2007, els fons històrics d'Edigsa i de PDI van passar a formar part del catàleg de la discogràfica Picap. Actualment Picap es troba en ple procés de reedició i actualització dels catàlegs d'Edigsa i de PDI amb l'ànim de preservar la memòria històrica musical de la cultura catalana.

## Premis i reconeixements
- 1981 - Premio Nacional de Empresas Fonográficas a la millor edició sonora infantil.[6]